# Тюкавкин, Виктор Григорьевич
Ви́ктор Григо́рьевич Тюка́вкин (31 июля 1928, село Александровский Завод, Читинского округа, Дальневосточного края — 29 января 2002, Москва) — советский и российский историк, доктор исторических наук (1966), профессор (1968), заслуженный деятель науки РСФСР (1991).

## Биография
Виктор Тюкавкин родился 31 июля 1928 года в селе Александровский Завод, которое тогда было районным центром в Читинском округе Дальневосточного края. Отец был служащим. Ранние годы Тюкавкина прошли в Чите, куда семья переехала в 1930 году.
В 1941 году был репрессирован отец В. Г. Тюкавкина (он был реабилитирован посмертно в 1955 году). В том же году началась трудовая биография будущего историка. После начала Великой Отечественной войны, 30 июня он был мобилизован на сельскохозяйственные работы в колхоз «Светлый путь» Читинского района. Затем трудился летом в совхозе «Красный великан» (1942 год) и в лесхозе «Ингодинский» (1943 год), а зимой подрабатывал в типографии и помогал матери в надомной работе.
С 1936 по 1946 год учился в школе, окончил её, получив аттестат с отличием, но не медаль, которую сыну репрессированного решили не давать, поставив для этого задним числом «четвёрку» по русскому языку. В 1947 году Тюкавкин поступил на исторический факультет Иркутского государственного университета, который окончил в 1952 году. После окончания ИГУ был оставлен работать в университете (ассистент кафедры истории).
В 1954 году перешёл работать старшим преподавателем в Иркутский государственный педагогический институт (ИГПИ) на кафедру истории. Одновременно занимал должность заместителя декана (1954—1956) и декана (1958—1962) историко-филологического факультета ИГПИ. В 1959 году Тюкавкин защитил под руководством профессора В. И. Дулова кандидатскую диссертацию и в следующем, 1960 году стал доцентом. C 1964 по 1967 год — заведовал кафедрой истории, а с 1967 по 1974 год (после разделения кафедры истории) — кафедрой истории СССР. В 1966 году защитил докторскую диссертацию и в 1967 стал профессором кафедры. В 1968 году получил учёное звание профессора.
Параллельно с работой в ИГПИ Тюкавкин с 1968 по 1974 год возглавлял Иркутское областное отделение Всероссийского общества охраны памятников истории и культуры (ВООПИК). С этой работой связано то, что именно он в 1972 году возглавлял комиссию по подготовке проекта музейного комплекса декабристов при исполкоме Иркутского горсовета.
В 1974 году Тюкавкин принял приглашение перейти на работу на кафедру истории СССР исторического факультета Московского государственного педагогического института им. В. И. Ленина. Теперь его работа связана с Москвой. В 1976 году он стал преемником профессора Д. С. Бабурина на посту заведующего кафедрой истории СССР и занимал эту должность до конца жизни.
В 1976—1990 годах профессор Тюкавкин руководил научно-методическим советом по истории Министерства просвещения РСФСР, а с 1993 года был председателем научно-методического совета по истории Учебно-методического объединения по педагогическому образованию Госкомвуза РФ (позже — Министерства общего и профессионально образования РФ) при МПГУ. С 1976 года был членом оргкомитета симпозиума по аграрной истории при Отделении истории АН СССР.

## Научная работа
В. Г. Тюкавкин был специалистом по аграрной истории России XIX — начала XX веков; истории сибирского крестьянства и кооперации, одним из наиболее глубоких исследователей столыпинской аграрной реформы.
Становление Тюкавкина как историка произошло после его прихода в Иркутский государственный педагогический институт. Его научным руководителем здесь стал заведующий кафедрой истории В. И. Дулов, родоначальник иркутской школы историков-сибироведов, предложившей ему разрабатывать почти неисследованную тогда тему переселений на окраины Российской империи. Результатом этой работы стала защищённая в 1959 году под руководством В. И. Дулова кандидатская диссертация на тему «Переселение крестьян в Восточную Сибирь в период столыпинской реформы» (место защиты — Иркутский государственный университет).
При подготовке многотомной «Истории Сибири» Тюкавкин провёл комплексное исследование социально-экономического развития Сибири, Забайкалья и Дальнего Востока, которое включало в себя вопросы социальной структуры населения, демографии, экономики, а также общественно-политической жизни, которая тесно смыкалась с историей политической ссылки.
В 1966 году Тюкавкин защитил в Институте истории АН СССР докторскую диссертацию «Социально-экономическое развитие сибирской деревни в эпоху империализма». В том же году он выпустил свою первую монографию — «Сибирская деревня накануне Октября». В ней он выступил с новаторским по тем времена тезисом о высоком уровне развития производительных сил в сибирской деревне, что шло вразрез с господствовавшей тогда концепцией «полуфеодального» состояния сельского хозяйства.
Активно участвуя в 1960-х годах в дискуссиях о развитии аграрного капитализма, Тюкавкин полагал, что в Сибири конца XIX — начала XX века шёл интенсивный процесс превращения патриархального крестьянства в буржуазное фермерство, что говорило о господстве «американского типа» развития капитализма в сельском хозяйстве на окраинах Российской империи. Рассматривая на широком материале процесс формирования аграрного рынка, историк связывал его динамичное развитие с высокой товарностью крестьянского производства. Также особо отмечалась роль кооперации в деле «врастания» крестьянского производства в рынок.
В 1990-е годы Тюкавкин сосредоточил свои усилия на изучении столыпинской аграрной реформы. Определяя её суть, Тюкавкин полагал, что основным элементом преобразований был не перевод крестьян в новое для них положение собственников земли и не ликвидация общины, а новое землеустройство, без чересполосицы, дальноземья и частых переделов, которые обуславливали, по мнению Тюкавкина, низкую эффективность хозяйства. Не был он согласен и с оценкой реформы как неудавшейся, оценивая её результаты достаточно высоко.

## Память
На здании бывшего ИГПИ (ныне — Восточно-Сибирская государственная академия образования) 24 апреля 2008 года открыта мемориальная доска из чёрного долерита с фотопортретом и текстом: «В этом здании в 1954—1974 гг. работал Заслуженный деятель науки Российской Федерации, доктор исторических наук, профессор Виктор Григорьевич Тюкавкин» (Иркутск, улица Сухэ-Батора, дом 9).
На историческом факультете МПГУ создан мемориальный кабинет профессора В. Г. Тюкавкина, где хранится его библиотека (корпус гуманитарных факультетов, ауд. 313).

## Избранные труды
Труды по аграрной и политической истории
- Дулов В. И., Тюкавин В. Г. О путях развития капитализма в сельском хозяйстве Сибири // Вопросы истории. — 1964. — № 4. — С. 46—50.
- Тюкавкин В. Г. Формы землевладения в Сибири в начале XX века. // Ежегодник по аграрной истории Восточной Европы 1964 г. — Кишинёв, 1966. — С. 706—714.
- Тюкавкин В. Г. Сибирская деревня накануне Октября. — Иркутск: Восточно-Сибирское книжное изд-во, 1966. — 471 с.
- История Сибири с древнейших времён до наших дней. В 5 тт. Т. 3: Сибирь в эпоху капитализма / Гл. ред. А. П. Окладников. — Л.: Наука, 1968. — 532 с. (Один из авторов).
- Крестьянство Сибири в эпоху капитализма / Отв. ред. Л. М. Горюшкин. — Новосибирск: Наука, 1983. — 399 с. (Один из авторов).
- Тюкавкин В. Г. Аграрное перенаселение в России в эпоху империализма. // Социально-демографические процессы в российской деревне (XVI — начало XX в.). — Таллин, 1986. — С. 214—225.
- Тюкавкин В. Г. Николай II и первая Государственная дума. // Власть и общественные организации России в первой трети XX столетия. — М., 1994. — С. 4—30.
- Тюкавкин В. Г. Великорусское крестьянство и Столыпинская аграрная реформа. — М.: Памятники исторической мысли, 2001. — 304 с. — ISBN 5-88451-103-5.

Учебники для средних и высших учебных заведений
- Панов В. Н., Тюкавкин В. Г. Очерки по истории Иркутской области: Учебное пособие. — Иркутск: Восточно-Сибирское книжное изд-во, 1970. — 230 с.
- Косых А. П., Панов В. Н., Тюкавкин В. Г. История Иркутской области: Учебное пособие по краеведению для учащихся 7—10 классов средних школ / 2-е изд., доп. и перераб. — Иркутск: Восточно-Сибирское книжное изд-во, 1983. — 174 с.
- Тюкавкин В. Г., Щагин Э. М. Крестьянство России в период трёх революций: Книга для учителя. — М.: Просвещение, 1987. — 207 с.
- История СССР, 1861—1917: Учебник для студентов педагогических институтов по специальности «История» / Под ред. В. Г. Тюкавкина. — М.: Просвещение, 1989. — 463 с. — ISBN 5-09-000916-3.
- Хрестоматия по истории СССР: 1861—1917 гг. / Под ред. В. Г. Тюкавкина. — М.: Просвещение, 1990. — 414 с. — ISBN 5-09-001898-7.
- Новейшая история Отечества. XX век: Учебник для вузов по специальности «История». В 2 томах. / Под ред. А. Ф. Киселёва, Э. М. Щагина. Т. 1 : / А. Ф. Киселёв, Э. М. Щагин, В. Г. Тюкавкин и др. — М.: Владос, 1998. — 494 с. — ISBN 5-691-00109-4.
- История России. XIX век: Учебник для вузов по специальности «История». В 2 частях. / Под ред. В. Г. Тюкавкина. Ч. 1. — М.: Владос, 2001. — 253 с. — ISBN 5-691-00544-8; Ч. 2. — 350 с. — ISBN 5-691-00545-6.

Воспоминания
- Тюкавкин В. Г. Воспоминания о первых шагах общества охраны памятников в Иркутске. // Земля Иркутская. — 1999. — № 11. — С. 89-92.